# Charles Frend
Charles Frend (Pulborough, 21 november 1909 - Londen, 8 januari 1977) was een Brits filmregisseur. Hij begon zijn loopbaan in de filmindustrie bij British International Pictures in 1931 en werkte onder andere als editor van enkele films van Alfred Hitchcock. Na de Tweede Wereldoorlog regisseerde hij enkele bekende films waaronder Scott of the Antarctic (1948) en The Cruel Sea (1953).

## Beknopte filmografie

### Editor
- Fighting Stock (1935)
- East Meets West (1936)
- The Great Barrier (1937)

### Regisseur
- 1942: The Big Blockade
- 1943: The Foreman Went to France
- 1943: San Demetrio London
- 1945: The Return of the Vikings
- 1945: Johnny Frenchman
- 1947: The Loves of Joanna Godden
- 1948: Scott of the Antarctic
- 1949: A Run for Your Money
- 1950: The Magnet
- 1953: The Cruel Sea
- 1954: Lease of Life
- 1956: The Long Arm
- 1957: Barnacle Bill
- 1960: Cone of Silence
- 1961: Girl on Approval
- 1963: Torpedo Bay
- 1967: The Sky Bike

- Bibsys: 13036101
- Bibliothèque nationale de France: cb14099032c (data)
- Gemeinsame Normdatei: 173660762
- International Standard Name Identifier: 0000 0000 3832 0916
- Library of Congress Control Number: no00020590
- Nationale Bibliotheek van Tsjechië: xx0167788
- Nationale Bibliotheek van Israël: 987007424028205171
- Nederlandse Thesaurus van Auteursnamen: 100724094
- SNAC: w6vz4tgz
- Système universitaire de documentation: 161564410
- Virtual International Authority File: 39583323
- WorldCat: E39PBJcGkPYXcrmxThfqcPpByd